# Władcy Nepalu

Sztandar króla Nepalu z lat 2001–2008

Chronologiczna lista monarchów nepalskich.

## Dynastia Gopalów
- Bhumangat
- Bhimagupta
- Manigupta
- Wisznugupta
- Jaksagupta

## Dynastia Ahirów
- Varasimha
- Dżajamatisimha
- Bhuvanasimha

## Dynastia Kiratów
- Ilamb
- Pambee
- Daskan
- Buluncz
- Mahuti
- Jetedasti
- Tuska
- Parab
- Pancza
- Kengkeng
- Sonad
- Thoomka
- Gighri
- Sthunko
- Sookej
- Thoor
- Kesoo
- Loongo
- Gansa
- Ganaj
- Kheboo
- Gastee

## Dynastia Liczikawich

### Linia Somavamsisów
- Nimisa
- Matkasa
- Kakavarma
- Pasupresawarma
- Bhaskarawarma

### Linia Suryavamsisów
- Bhumiwarma
- Dżajawarmā (Dżajadewa I) (185-?)
- Wasurāja (Wasudatta Warmā) (?)
- Wiszwadewa (ok. 400)
- Szańkaradewa I (ok. 425)
- Dharmadewa (ok. 450)
- Mānadewa I (464-505)
- Mahīdewa (505-506)
- Wasantadewa (506-532)
- Manudewa (?)
- Wāmanadewa (Wardhamānadewa) (538)
- Rāmadewa (545)
- Amaradewa (?)
- Guńakāmadewa (?)
- Gańadewa (560-565)
- Gańgādewa (567-573)
- Mānadewa II (575/576)
- Sziwadewa I (590-604)
- Amszuwarmā (605-621)
- Udayadewa (621)
- Dhruwadewa (624-625)
- Bhīmārjunadewa Dżiszńugupta (631-633)
- Wiszńugupta (635)
- Bhīmārjunadewa Wiszńugupta (640-641)
- Narendradewa (643-679)
- Sziwadewa II (694-705)
- Dżayadewa II (713-733)
- Shańkaradewa II (748-749)
- Mānadewa III (ok. 756)
- Balirāja (ok. 826)
- Baladewa (ok. 847)
- Mānadewa IV (ok. 877)

## Dynastia Raghadewa
- Raghawadewa (ok. 879)
- Dżajadewa
- Wikramadewa
- Narendradewa I
- Gunakamadewa I
- Udajadewa
- Nirbhajadewa (?-1008)
- Rudradewa I (1008-1015)
- Bhodża (1015)
- Lakszmikamadewa I (1015-1039)
- Dżajakamadewa (1039-1046)

## Dynastia Thakurów
- Bhaskaradewa (1046-1059)
- Baladewa (1059-1064)
- Pradyumnakamadewa (1064-?)
- Nagfarjunadewa (?-1068)
- Szankaradewa (1068-1080)
- Wamadewa (1080-1090)
- Harshadewa (1090-1118)
- Shivadewa (1118-1128)
- Indradewa (1128-?)
- Manadewa (ok. 1130)
- Narendradewa II (?-1146)
- Anandadewa (1146-?)
- Rudradewa II (?-1176)
- Amritadewa (1176-?)
- Ratnadewa (ok. 1180)
- Someswaradewa (?-1187)
- Gunakamadewa II (1187-1193)
- Lakszmikamadewa II (1193-1196)
- Vidżayakamadewa (1196-1201)

## Dynastia Mallów
- Ari Malla Dev (1201-1216)
- Ranasura (1216)
- Abhayamalla (1216-1235)
- Dżajadewamalla (1235-1258)
- Dżajabhimadewa (1258-1271)
- Dżajasimhamalla (1271-1274)
- Anantamalla (1274-1310)
- Dżajanandadewa (1310-1347)
- Dżajarudramalla (1320-1326)
- Dżajarimalla (1320-1344)
- Dżajarajadewa (1347-1361)
- Dżajarjunamalla (1361-1382)
- Dżajasthitimalla (1382-1395)
- Dżajadharmamalla (1395-1408)
- Dżajakitimalla (1395-1403)
- Dżajadżjotimalla (1395-1428)
- Dżaja Jaksza Malla (1428-1482)

## Rozdrobnienie feudalne

### Królestwo Bhaktapura – dynastia Mallów
- Radżamalla (1482-1519)
- Pranamalla (1519-1547)
- Wiszwamalla (1547-1560)
- Trailokjamalla (1560-1613)
- Dżagatdżjotimalla (1613-1637)
- Naresamalla (1637-1644)
- Dżagatprakasamalla (1644-1673)
- Dżitamitramalla (1673-1696)
- Sri Dżajabhupatindramalla (1696-1722)
- Dżjaranajitamalla (1722-1769)

### Królestwo Katmandu – dynastia Mallów
- Ramamalla (1482-1520)
- Suryamalla (1520-1530)
- Amaramalla (1530-1538)
- Narendramalla (1538-1560)
- Mahendramalla (1560-1574)
- Sadasziwamalla (1574-1583)
- Sziwasimhamalla (1578-1620)
- Lakszminarasimhamalla (1620-1641)
- Pratapamalla (1641-1674)
- Dżajanripendramalla (1674-1680)
- Parthiwendramalla (1680-1687)
- Dżajabhupalendramalla (1687-1700)
- Dżajabhaskaramalla (1700-1722)
- Dżajajagajjajamalla (1722-1734)
- Dżajaprakasamalla (1 raz) (1735-1746)
- Dżajajyotiprakasamalla (1746-1752)
- Dżajaprakasamalla (2 raz) (1752-1768)

### Królestwo Lalitapura – dynastia Mallów
- Dżajajoganarendramalla (1684-1705)
- Dżajalokaprakasamalla (1705-1706)
- Dżajendramalla (1706-1709)
- Dżajamahendramalla (1 raz) (1709)
- Dżajawiranarasimhamalla (1709)
- Dżajamahendramalla (2 raz) (1709-1714)
- Dżajariddhinarasimhamalla (1715-1717)
- Dżajabhaskaramalla (1717-1722)
- Dżajajogaprakasamalla (1722-1729)
- Sri Dżajawisznumalla (1729-1745)
- Dżajarajajaprakasamalla (1745-1758)
- Dżajawiswajitmalla (1758-1760)
- Dżajaprakasamalla (1 raz) (1760-1762)
- Dżajaranajitmalla (1762-1763)
- Dżajaprakasamalla (2 raz) (1763)
- Dalamardana Saha (1764-1765)
- Dżajatejanarajanasimhamalla (1765-1768)

### Królestwo Gurkhów – dynastia Szah
- Kulmandan (początek XVI w.)
- Jaszobrahma (połowa XVI w.)
- Drawja (1559-1570)
- Purendra (1570-1605)
- Czatrapati (1605-1606)
- Ram (1606-1633)
- Dambar (1633-1642)
- Kriszna (1642-1658)
- Rudra (1658-1669)
- Prithvipati Saha (1669-1716)
- Narabhpati Saha (1716-1742)
- Prithivi Narayan Shah Dev (1742–1768)

## Dynastia Szah (Gurkhowie)
| #   | Imię                                 |          | Lata życia                    | Lata życia                 | Czas rządów       | Czas rządów            | Rodzice                                                        |
| #   | Imię                                 | Urodzony | Zmarł                         | Od                         | Do                |                        | Rodzice                                                        |
| --- | ------------------------------------ | -------- | ----------------------------- | -------------------------- | ----------------- | ---------------------- | -------------------------------------------------------------- |
| 1   | Prithivi Narayan Shah Dev            |          | 27 grudnia 1722 Gorkha        | 11 stycznia 1775 Devghat   | 25 września 1768  | 11 stycznia 1775       | Nara Bhupal Shah Kaushalyavati Devi                            |
| 2   | Pratap Singh Shah                    |          | 16 kwietnia 1751 Gorkha       | 17 listopada 1777 Katmandu | 11 stycznia 1775  | 17 listopada 1777      | Prithvi Narayan Shah Narendra Rajya Lakshmi Devi               |
| 3   | Rana Bahadur Shah                    |          | 25 maja 1775 Katmandu         | 25 kwietnia 1806 Katmandu  | 17 listopada 1777 | 8 marca 1799 Abdykował | Pratap Singh Shah Rajendra Rajya Lakshmi Devi                  |
| 4   | Girvan Yuddha Bikram Shah            |          | 19 października 1797 Katmandu | 20 listopada 1816 Katmandu | 8 marca 1799      | 20 listopada 1816      | Rana Bahadur Shah Kantavati Devi                               |
| 5   | Rajendra Bikram Shah                 |          | 3 grudnia 1813 Katmandu       | 10 lipca 1881 Katmandu     | 20 listopada 1816 | 12 maja 1847 Abdykował | Girvan Yuddha Bikram Shah Deva Gorakshya Rajya Lakshmi Devi    |
| 6   | Surendra Bikram Shah                 |          | 20 października 1829 Katmandu | 17 maja 1881 Katmandu      | 12 maja 1847      | 17 maja 1881           | Rajendra Bikram Shah Samrajya Lakshmi Devi                     |
| 6   | Prithvi Bir Bikram Shah              |          | 18 sierpnia 1875 Katmandu     | 11 grudnia 1911 Katmandu   | 17 maja 1881      | 11 grudnia 1911        | Trailokya Bir Bikram Shah Lalit Rajeshwori Rajya Lakshmi Devi  |
| 7   | Tribhuvan Bir Bikram Shah Dev        |          | 30 czerwca 1906 Katmandu      | 13 marca 1955 Zurych       | 11 grudnia 1911   | 7 listopada 1950       | Prithvi Bir Bikram Shah Divyeshwari Lakshmi Devi Shah          |
| 8   | Gyanendra Bir Bikram Shah Dev        |          | 7 lipca 1947 Katmandu         |                            | 7 listopada 1950  | 7 stycznia 1951        | Mahendra Bir Bikram Shah Dev Indra Rajya Lakshmi Devi Shah     |
| (7) | Tribhuvan Bir Bikram Shah Dev        |          | 30 czerwca 1906 Katmandu      | 13 marca 1955 Zurych       | 18 lutego 1951    | 13 marca 1955          | Prithvi Bir Bikram Shah Divyeshwari Lakshmi Devi Shah          |
| 9   | Mahendra Bir Bikram Shah Dev         |          | 11 czerwca 1920 Katmandu      | 31 stycznia 1972 Bharatpur | 14 marca 1955     | 31 stycznia 1972       | Tribhuvan Bir Bikram Shah Dev Kanti Rajya Lakshmi Devi         |
| 10  | Birendra Bir Bikram Shah Dev         |          | 28 grudnia 1945 Katmandu      | 1 czerwca 2001 Katmandu    | 31 stycznia 1972  | 1 czerwca 2001         | Mahendra Bir Bikram Shah Dev Indra Rajya Lakshmi Devi          |
| 11  | Dipendra Bir Bikram Shah Dev         |          | 27 czerwca 1971 Katmandu      | 4 czerwca 2001 Katmandu    | 1 czerwca 2001    | 4 czerwca 2001         | Birendra Bir Bikram Shah Dev Aishwarya Rajya Lakshmi Devi Shah |
| -   | Gyanendra Bir Bikram Shah Dev regent |          | 7 lipca 1947 Katmandu         |                            | 1 czerwca 2001    | 4 czerwca 2001         | Mahendra Bir Bikram Shah Dev Indra Rajya Lakshmi Devi Shah     |
| (8) | Gyanendra Bir Bikram Shah Dev        |          | 7 lipca 1947 Katmandu         |                            | 4 czerwca 2001    | 28 maja 2008 Usunięty  | Mahendra Bir Bikram Shah Dev Indra Rajya Lakshmi Devi Shah     |